# Turajewo (obwód kurski)
Turajewo (ros. Тураево) – wieś (ros. деревня, trb. dieriewnia) w zachodniej Rosji, w sielsowiecie bierieznikowskim rejonu rylskiego w obwodzie kurskim.

## Geografia
Miejscowość położona jest nad rzeką Amońka, 9,5 km od centrum administracyjnego sielsowietu bierieznikowskiego (Bieriezniki), 14,5 km od centrum administracyjnego rejonu (Rylsk), 101 km od Kurska.

## Demografia
W 2010 r. miejscowość zamieszkiwało 6 osób.